# Light Years
Light Years je sedmi studijski album avstralske pevke Kylie Minogue, ki je izšel 25. septembra 2000 v distribuciji založb Parlophone. Stil albuma so opisali kot »vrnitev k pop in plesni glasbi«.
Album Light Years je s strani glasbenih kritikov prejel mešane do pozitivne ocene. Večina kritikov je pohvalila uspešno vrnitev k plesni glasbi in svež pop. Dva meseca za tem, ko je album debitiral na drugem mestu avstralske glasbene lestvice, je na lestvici zasedel prvo mesto in tako postal prvi album Kylie Minogue, ki je zasedel vrh te lestvice. Album je nazadnje za uspešno prodajo v Avstraliji prejel štirikratno platinasto certifikacijo s strani organizacije Australian Recording Industry Association (ARIA).

## Ozadje
Leta 1998 je potekla pogodba Kylie Minogue z založbo Deconstruction Records in predvsem zaradi njenega komercialno relativno neuspešnega zadnjega albuma, Impossible Princess, je niso obnovili. Zadnji singl z albuma, »Cowboy Style«, je izšel v samo Avstraliji, in sicer preko založbe Mushroom Records. Zatem je Kylie Minogue pričela s turnejo Intimate and Live Tour. Leta 1999 je podpisala pogodbo z založbo Parlophone. Takrat je pričela s snemanjem svojega sedmega albuma Light Years, natančneje s snemanjem glavnega singla z le-tega, pesmi »Spinning Around«, ki je postal ena izmed njenih največjih uspešnic in »singl, s katerim je zopet zaslovela«.

## Sestava
Album je kombinacija plesnega popa z elementi disko in house glasbe. Pri glavnem singlu z albuma, »Spinning Around« je bil večji poudarek na disko glasbi. Pri pisanju pesmi je sodelovala tudi ameriška pevka Paula Abdul, ki je načrtovala, da bo s singlom ponovno zaslovela ona sama. Kaokorkoli že, pesem ni nikoli izšla preko katerega koli od njenih albumov, zato se je založba Parlophone odločila, da bodo pesem posredovali Kylie Minogue. Besedilo je bilo zelo podobno dogodkom, ki so se resnično zgodili v njeni karieri, kar je precej naključno glede na to, da pri pisanju pesmi ni sodelovala in ni bila napisana zanjo. Pesem »On a Night Like This« naj bi vključevala veliko house in europop elementov. Kylie Minogue je s pesmijo, izdano kot drugi singl z albuma, nastopila na Olimpijskih igrah leta 2000 v Sydneyju, Avstralija. Pesem »So Now Goodbye« sta napisala Kylie Minogue in Steve Anderson. Vključevala je mešanico disko in house glasbe.
Pesem »Disco Down« je moderna dance-pop/house pesem, ki vključuje tudi synthpop in elektronski žanr, tako kot pesem »Light Years«. Kritiki so obe pesmi zelo hvalili in mnogi so ju označili za vrhunca albuma in ju označili za futuristični.
Pesem »Koocachoo« je zaznamovala spremembo v žanrih albuma; tako kot pesmi »I'm So High« in »Cover Me With Kisses« je tudi ta pesem vključevala več različnih žanrov popa in manj plesne glasbe.
Pesmi »Loveboat« in »Your Disco Needs You« je Kylie Minogue napisala v sodelovanju z Robbiejem Williamsom in Guyjem Chambersom. Obe pesmi sta disko pesmi, zadnjo pa so ob izidu obravnavali kot gejevsko himno. Robbie Williams in Guy Chambers sta napisala tudi pop/rock pesem »Kids«, ki so jo na začetku nameravali izdati kot samostojni singl Kylie Minogue, a ko se je Robbie Williams pričel zanimati za pesem, so jo posneli kot duet. Pesem »Kids« so izdali oktobra 2000 kot drugi singl z albuma Sing When You're Winning Robbieja Williamsa in tretji singl z albuma Light Years Kylie Minogue.
Čeprav je bila večina pesmi z albuma izvirnih, je Kylie Minogue posnela tudi lastno različico pesmi »Under the Influence of Love« Barryja Whitea. Pesem »Please Stay«, izdana kot četrti singl z albuma, se je precej razlikovala od drugih pesmi z albuma, saj je vključevala več latino glasbenega žanra. Pesem »Bittersweet Goodbye« je edina balada z albuma. Kritiki so menili, da z albuma izstopa tudi pesem »Butterfly«, saj je vključevala več house in tehno žanra. V Združenih državah Amerike so kot dodatni singl izdali remix pesmi. Pesem je bila izredno uspešna v ameriških klubih, kjer je zasedla štirinajsto mesto na Billboardovi lestvici Hot Dance Club Songs.

## Naslov in naslovnica
Za oblikovanje naslova in fotografiranje slike za naslovnico albuma Light Years so izbrali Vincenta Petersa. Fotografijo za naslovnico so posneli na severnem delu otoka Ibiza. Mediji so poročali, da so za snemanje Vincenta Petersa izbrali zato, ker je bil na avdiciji oblečen v oblačila Calvina Kleina in ker so se njegove fotografije Kylie Minogue zdele zelo nenavadne. Njegove slike je opisala kot »ikonsko umetnost«. Na naslovnici je prikazano glamurozno ozadje z morjem in modrim nebom ter soncem, ki zahaja v morje. V ospredju je Kylie Minogue, oblečena v kopalke. V nekem intervjuju je Vincent Peters dejal:
Kylie je tako fantastična zato, ker se razlikuje od ostalih slavnih. To se vidi po tem, kako dojema samo sebe, in v kakšni luči se kaže javnosti. Veliko ljudi skrbi, kakšne bodo njihove naslovnice, želijo si določen logotip in želijo ustvariti karikaturo samih sebe. Želijo fotografije, podobne tistim, ki so jih objavili že pred leti, saj nimajo časa, da bi posneli sliko, nimajo časa za improviziranje, sploh se ne želijo izboljšati. Kylie je drugačna, takoj je prišla do mene in mi rekla: »Takšna sem jaz, kaj boš s tem?«
Album je izšel po izidu prvega singla, »Spinning Around«, in tik pred izidom pesmi »On A Night Like This«, drugega singla z albuma.

## Sprejem s strani kritikov
Album Light Years je s strani glasbenih kritikov prejel mešane do pozitivne ocene. Chris True s spletne strani Allmusic mu je dodelil štiri od petih zvezdic in v svoji oceni napisal, da to »ni samo še eden od Kyliejinih dance-pop del; je čudovita mešanica disko in europop žanra.« Nazadnje je zapisal: »To je brez dvoma eden izmed najboljših disko albumov od sedemdesetih let dalje, po vsej verjetnosti zato, ker se je Kylie Minogue ob izidu albuma Light Years končno sprijaznila s tem, kdo je in s stvarmi, v katerih je dobra.« Leta 2011 je Nick Levine iz revije Digital Spy albumu dodelil pet zvezdic od petih in njegov stil opisal kot »kamptastičen«. Pohvalil je tudi album sam in ga opisal kot »svetleče, sijoče, novo disko delo, ki spominja na zgodnje albume glasbene skupine Village People ('Your Disco Needs You') ali doma ustvarjene posnetke Donne Summer ('Light Years'); vključeval je celo njeno različico stare pesmi Barryja Whitea ('Under The Influence Of Love'). Poleg tega album spremljajo še številne dance-pop pesmi ('Spinning Around', 'On A Night Like This', 'Butterfly'), nekaj disko pesmi, podobnih tistim iz šestdesetih ('Koocachoo', 'I'm So High') in samo ena, a čudovita balada ('Bittersweet Goodbye').«
Revija NME je albumu dodelila šest zvezdic od desetih in v svoji oceni albuma dodala, da se opazi, da Kylie Minogue »oddaja določeno mero zaskrbljenosti, hkrati pa se z albumom vrača k svojih disko-pop koreninam« in: »Album Light Years je vse, kar morate vedeti o Kylie, predstavljeno v manj kot eni uri: zabavno, popolno oblikovano, ne preveč neokusno in občasno zoprno.« Gary Crossing iz revije Yahoo!Music je album Light Years, ki mu je dodelil pet zvezdic od petih, označil za »izpopolnjenega, dobro sproduciranega, a v veliki meri še vseeno nezahtevnega za mešanico diska, Hi-NRG-ja, funka, ibizškega trancea, filmov iz šestdesetih, TV tem in latino glasbe; zaradi vse te prenatrpanosti je Kylie ostalo le malo prostora za domišljijo.« Dodal je še: »Dobil sem občutek, da so se mnogi ljudje iz skrbi, da bodo besedila pesmi nepopolna, posvetili prav tem in če bi se bolj osredotočili na svetlečo se naslovnico, bi bil končni izdelek lahko veliko boljši.« Andrew Lynch s spletne strani entertainment.ie je album označil za »nepomembno delo, katerega kvaliteta nas, kot vsa Kyliejina dela, kljub nizkim pričakovanjem vedno znova razočara. Še najboljše pesmi niso imele bog ve kakšne kvalitete, a kljub vsemu je album veliko boljši, kot so voljni priznati nekateri kritiki.«

## Dosežki na lestvicah
Na avstralski glasbeni lestvici je album Light Years 2. avgusta 2000 debitiral na drugem mestu. Kmalu zatem je na lestvici zasedel prvo mesto in tako postal prvi glasbeni album Kylie Minogue, ki je zasedel vrh lestvice v njeni rodni državi. Album je enainštirideset tednov preživel med prvimi petdesetimi albumi na lestvici in nazadnje za 280.000 prodanih izvodov prejel štirikratno platinasto certifikacijo s strani organizacije Australian Recording Industry Association (ARIA). Na novozelandski lestvici je album debitiral na osmem mestu, kjer je ostal osem zaporednih tednov. 1. oktobra 2000 je album debitiral na drugem mestu britanske lestvice in še enaintrideset tednov je ostal med prvimi petinsedemdesetimi albumi na lestvici. 9. februarja 2001 je album za 300.000 prodanih izvodov prejel platinasto certifikacijo s strani organizacije British Phonographic Industry (BPI). Album je bil dokaj uspešen tudi drugod, saj je zasedel šestnajsto mesto na madžarski, štiriindvajseto na finski, šestindvajseto na švedski, osemindvajseto na švicarski in petintrideseto na nemški glasbeni lestvici. Album Light Years je do danes po svetu prodal več kot tri milijone izvodov.

## Singli
Pesem »Spinning Around« je junija 2000 izšla kot prvi in glavni singl z albuma. S to pesmijo se je Kylie Minogue vrnila v pop glasbeno industrijo; pesem je debitirala na prvem mestu avstralske in britanske glasbene lestvice. V videospotu se je prikazala Kylie Minogue med plesom v natrpanem disku in kasneje medijska obsesija z njo.
Pesem »On a Night Like This« je septembra 2000 izšla kot drugi singl z albuma in debitirala na prvem mestu avstralske ter drugem britanske lestvice. Tik pred izidom singla je Kylie Minogue pesem že izvedla na poletnih Olimpijskih igrah leta 2000. Teden dni zatem se pesem ni pojavila na avstralski lestvici in en teden kasneje je tam zopet zasedla prvo mesto.
Oktobra 2000 je izšla pesem »Kids«, njen duet z Robbiejem Williamsom, ki je izšla tudi preko njegovega četrtega glasbenega albuma, Sing When You're Winning. Pesem, ki sta jo napisala Robbie Williams in Guy Chambers, je zasedla drugo mesto britanske in peto avstralske glasbene lestvice. Rap različica pesmi z drugačnim besedilom je izšla preko njegovega naslednjega albuma.
Decembra 2000 je izšla pesem »Please Stay«, ki je zasedla deseto mesto britanske in petnajsto avstralske lestvice. Kot B-stran pesmi so izdali pesem »Santa Baby«, ki so jo med božično sezono pogosto predvajali na britanskih radijskih postajah. Kylie Minogue je s pesmijo »Please Stay« nastopila v britanski oddaji Top of the Pops.
Pesem »Your Disco Needs You«, še ena pesem, ki sta jo za album napisala Robbie Williams in Guy Chambers, je takoj ob izidu požela velik uspeh, posebej v Nemčiji in Avstraliji. V Avstraliji so jo izdali samo v omejeni izdaji (samo 10.000 izvodov), zaradi česar je na lestvici zasedla samo dvajseto mesto, kasneje še petinštirideseto, nato pa je izpadla iz lestvice.
Promocijski singl »Butterfly (pesem, Kylie Minogue)|Butterfly]]« je bil zelo uspešen v nočnih klubih. Potem, ko so leta 2001 izdali še remix pesmi, je ta postal velika uspešnica v Združenih državah Amerike, kjer je na Billboardovi lestvici Hot Dance Club Play zasedel štirinajsto mesto. Poleg tega so pesem izdali tudi na ameriški izdaji naslednjega glasbenega albuma Kylie Minogue, Fever.

## Ponovna izdaja
Zaradi uspeha albuma in turneje On a Night Like This Tour so izdali posebno izdajo albuma s posnetki iz turneje in CD-jem z dodatnimi remixi. Posebno izdajo albuma so izdaji 5. marca 2001. Za drugi CD avstralske različice je Kylie Minogue posnela še lastno različico pesmi »Physical« Olivie Newton-John; na istem CD-ju so izdali še nekaj posnetkov popularnih točk s turneje.

## Seznam pesmi
| Št. | Naslov                        | Pisec                                                      | Producent(i)          | Dolžina |
| --- | ----------------------------- | ---------------------------------------------------------- | --------------------- | ------- |
| 1.  | „Spinning Around‟             | Ira Shickman, Osborne Bingham, Kara DioGuardi, Paula Abdul | Mike Spencer          | 3:27    |
| 2.  | „On a Night Like This‟        | Steve Torch, Graham Stack, Mark Taylor, Brian Rawling      | Stack, Taylor         | 3:33    |
| 3.  | „So Now Goodbye‟              | Kylie Minogue, Steve Anderson                              | Johnny Douglas        | 3:37    |
| 4.  | „Disco Down‟                  | Douglas                                                    | Douglas               | 3:57    |
| 5.  | „Loveboat‟                    | Minogue, Guy Chambers, Robbie Williams                     | Chambers, Steve Power | 4:10    |
| 6.  | „Koocachoo‟                   | Minogue, Douglas                                           | Douglas               | 4:00    |
| 7.  | „Your Disco Needs You‟        | Minogue, Chambers, Williams                                | Chambers, Power       | 3:33    |
| 8.  | „Please Stay‟                 | Minogue, Richard Stannard, Julian Gallagher, John Themis   | Stannard, Gallagher   | 4:08    |
| 9.  | „Bittersweet Goodbye‟         | Minogue, Anderson                                          | Anderson              | 3:43    |
| 10. | „Butterfly‟                   | Minogue, Anderson                                          | Mark Picchiotti       | 4:09    |
| 11. | „Under the Influence of Love‟ | Paul Politi, Barry Eugene White                            | Stannard, Gallagher   | 3:32    |
| 12. | „I'm So High‟                 | Minogue, Chambers, Megan Smith                             | Chambers, Power       | 3:33    |
| 13. | „Kids‟ (with Robbie Williams) | Williams, Chambers                                         | Chambers, Power       | 4:20    |
| 14. | „Light Years‟                 | Minogue, Stannard, Gallagher                               | Stannard, Gallagher   | 4:47    |

| Skrita pesem | Skrita pesem | Skrita pesem     | Skrita pesem | Skrita pesem |
| Št.          | Naslov       | Pisec            | Producent(i) | Dolžina      |
| ------------ | ------------ | ---------------- | ------------ | ------------ |
| 1.           | „Password‟   | Minogue, Douglas | Douglas      | 3:50         |

Dodatni CD s posnetki s turneje
1. »On a Night Like This« (remix Roba Searlea)
2. »On a Night Like This« (klubski remix Binija & Martinija)
3. »On a Night Like This« (remix Binija & Martinija)
4. »Please Stay« (Hatirasov remix)
5. »Please Stay« (7. radijski remix)
6. »Please Stay« (remix)
7. »Please Stay« (7. klubski remix)
8. »Butterfly« (Sandstormov remix)
9. »Your Disco Needs You« (radijski remix)

Avstralski dodatni CD s posnetki s turneje
1. »Spinning Around« (klubski remix)
2. »Spinning Around« (ostri vokali)
3. »On a Night Like This« (remix Roba Searlea)
4. »On a Night Like This« (klubski remix Binija & Martinija)
5. »On a Night Like This« (remix Binija & Martinija)
6. »Please Stay« (Hatirasov remix)
7. »Please Stay« (Metrov remix)
8. »Please Stay« (7. klubski remix)
9. »Butterfly« (Sandstormov remix)
10. »Your Disco Needs You« (radijski remix)
11. »Physical« (samo Avstralija)

Opomba: Nemška, španska in japonska različica albuma vključujejo tudi pesem »Your Disco Needs You« s francoskim refrenom in prevedenim besedilom. Nekatere verzije albuma (vključno z nemško, britansko, špansko in kanadsko različico), so na CD-ju vključevale pesem »Password«, in sicer tako na začetku kot na koncu CD-ja.

## Ostali ustvarjalci
| - Kylie Minogue – glavni vokali, spremljevalni vokali - Tracie Ackerman – spremljevalni vokali - William Baker – stilist - Big G. – kitara, producent, inženir, mešanje - Adam Brown – inženir, mešanje - Winston Blissett – bas kitara - Jim Brumby – digitalno urejanje - Andy Caine – spremljevalni vokali - Tom Carlisle – inženir, mešanje - Guy Chambers – kitara, producent - Dave Clews – klaviatura, programiranje - Pete Davis – digitalno urejanje - Johnny Douglas – producent, tolkala - Rick Driscoll – spremljevalni vokali - Andy Duncan – tolkala, programiranje - Lance Ellington – spremljevalni vokali - Richard Flack – digitalno urejanje - Sergio Flores – re-produkcija - Julian Gallagher – producent - Clive Griffith – spremljevalni vokali - Simon Hale – klaviatura, oblikovanje, brenkala - Pete Howarth – spremljevalni vokali - Ash Howes – mešanje, snemanje - Sylvia Mason James – spremljevalni vokali - Katie Kissoon – spremljevalni vokali - Steve Lewinson – bas kitara - Savvas Lossifidis – inženir - Will Malone – oblikovanje - Dave McCracken – digitalna različica - Steve McNichol – programiranje - Paul Mertens – flavta | - Mick Mullins – spremljevalni vokali - Sharon Murphy – spremljevalni vokali - David Naughton – asistent inženirja - Tessa Niles – spremljevalni vokali - Gary Nuttall – spremljevalni vokali - Vincent Peters – fotograf - Mark Picchiotti – producent, mešanje - Steve Power – klaviatura, producent, inženir, mešanje - Alan Ross – kitara - Resin Rubbers – brenkala - Dan Russell – spremljevalni vokali - Jonn Savannah – spremljevalni vokali - Dave Sears – urejanje - Craig J. Snider – keyboards - Phil Spalding – bas kitara - Mike Spencer – produkcijski koncept - Graham Stack – producent, mešanje - Richard Stannard – producent - Miriam Stockley – spremljevalni vokali - Ren Swan – inženir, mešanje - Alvin Sweeney – asistent - Mark Taylor – producent, mešanje - Neil Taylor – kitara - John Themis – kitara - Paul Turner – kitara, bas kitara - Tony Walthers – spremljevalni vokali - Carl Wayne – spremljevalni vokali - Paul »Tubbs« Williams – spremljevalni vokali - Richard Woodcraft – inženir - Claire Worrall – spremljevalni vokali - Gavyn Wright – oblikovanje |

## Dosežki
| Lestvica (2000)                       | Dosežek |
| ------------------------------------- | ------- |
| Avstralija (ARIA)                     | 1       |
| Belgija (Flandrija; Ultratop 50)      | 44      |
| Nizozemska (MegaCharts)               | 71      |
| Finska (The Official Finnish Charts)  | 24      |
| Francija (SNEP)                       | 50      |
| Nemčija (Media Control Charts)        | 35      |
| Madžarska (Mahasz)                    | 16      |
| Irska (IRMA)                          | 13      |
| Nova Zelandija (RIANZ)                | 8       |
| Švedska (Sverigetopplistan)           | 25      |
| Švica (Swiss Music Charts)            | 28      |
| Združeno kraljestvo (UK Albums Chart) | 2       |

| Država              | Certifikacija |
| ------------------- | ------------- |
| Avstralija          | 4× platinasta |
| Združeno kraljestvo | Platinasta    |

| Lestvica (2000) | Dosežek |
| --------------- | ------- |
| Avstralija      | 17      |
| Lestvica (2001) | Dosežek |
| Avstralija      | 17      |

| Lestvica (2000 – 2009) | Dosežek |
| ---------------------- | ------- |
| Avstralija             | 69      |

### Ostali pomembnejši dosežki
| Predhodnik: The Games of the XXVII Olympiad 2000: Music from the Opening Ceremony od več ustvarjalcev | Prvo mesto na avstralski glasbeni lestvici 16. oktober 2000 | Naslednik: Chocolate Starfish and the Hot Dog Flavored Water od Limp Bizkita |